# Nikolai Nikolajewitsch Kudrjawzew

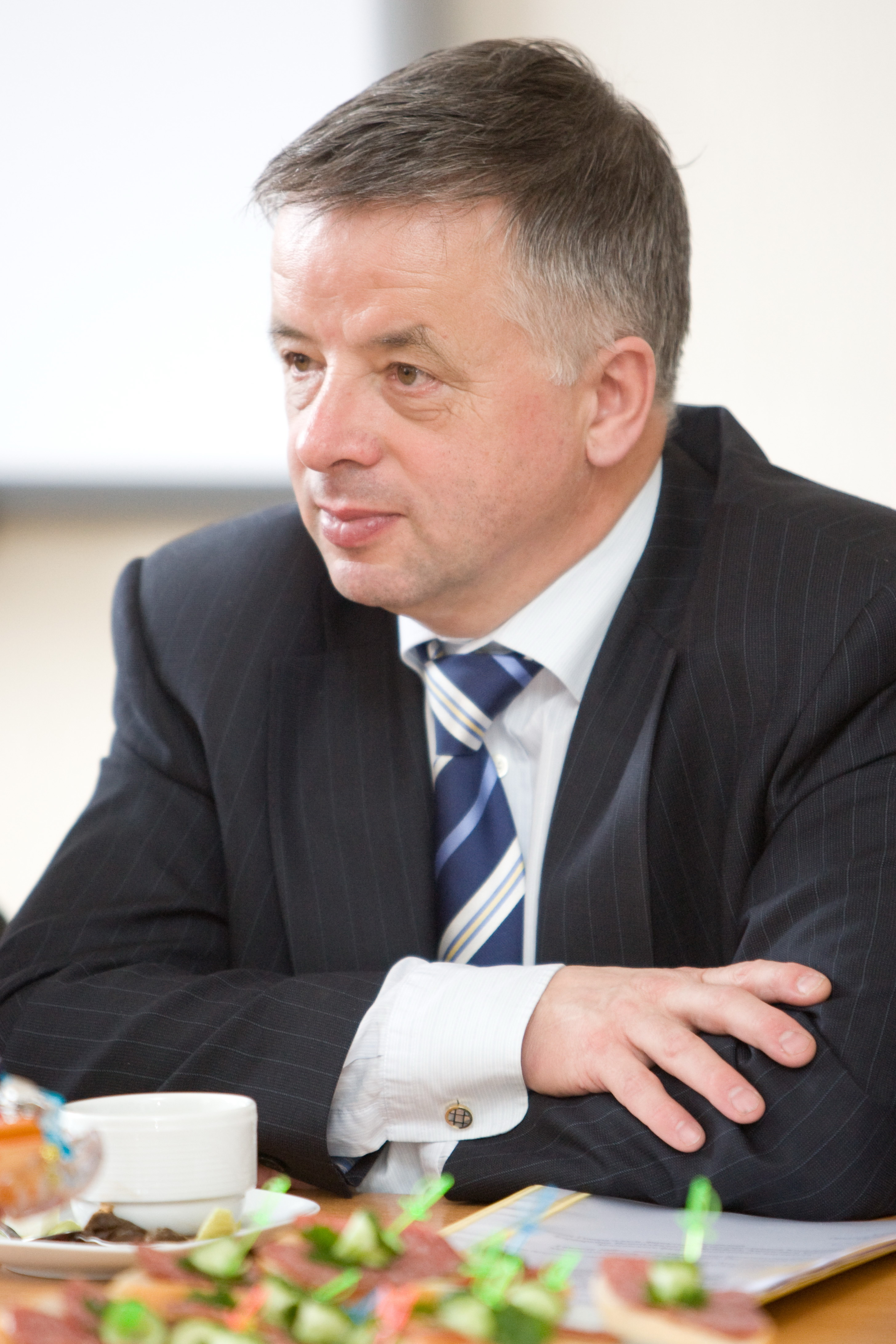
Nikolai Nikolajewitsch Kudrjawzew

Nikolai Nikolajewitsch Kudrjawzew (russisch Николай Николаевич Кудрявцев; * 8. Mai 1950 in Moskau) ist ein russischer Physiker und Hochschullehrer.

## Leben
Kudrjawzew studierte 1967–1973 an der Fakultät für Molekular- und Chemische Physik des Moskauer Instituts für Physik und Technologie (MFTI) mit Spezialisierung auf Physik und Mechanik chemischer Prozesse. 1977 verteidigte er seine Dissertation über die Messung der schwankenden Temperaturen des CO2 im Gaslaser für die Promotion zum Kandidaten der physikalisch-mathematischen Wissenschaften. Darauf arbeitete er als Assistent am Lehrstuhl für Molekularphysik. 1978 wurde er Vizedekan der Fakultät für Molekular- und Chemische Physik. 1987 verteidigte er seine Dissertation über den Hitzeschutz der Raumfähre Buran für die Promotion zum Doktor der physikalisch-mathematischen Wissenschaften.
Zu Kudrjawzews Forschungsschwerpunkten gehörten die chemisch-gasdynamischen Laser, die gasdynamischen Prozesse in Überschallgasströmungen und Stoßwellen und die Strahlung von Nichtgleichgewichtsplasmen.
1987 wurde Kudrjawzew Dekan der Fakultät für Molekular- und Chemische Physik des MFTI. Seit 1988 leitet er den Lehrstuhl für Molekularphysik. 1990 wurde er zum Professor ernannt. Im November 1991 gründete er mit anderen die AG Laboratorium für Impulstechnik (LIT) am MFTI. Er leitete die Entwicklung von Anlagen zur UV-Desinfektion. 1993–1997 war er Vorsitzender des Verwaltungsrats der Föderationsbank für Innovation und Entwicklung. 1994 wurde er zum Generaldirektor der AG Lit-Fonon des Ministeriums für Rüstungsindustrie gewählt, die ein bedeutender Entwickler der Piezotechnik ist. 1997 wurde er als Nachfolger Nikolai Wassiljewitsch Karlows zum Rektor des MFTI gewählt mit Wiederwahl 2002, 2007 und 2012. 2003 wurde er zum Korrespondierenden Mitglied der Russischen Akademie der Wissenschaften (RAN) gewählt. 2007 wurde er in den Verwaltungsrat des Erdölservice-Unternehmens Schlumberger gewählt.
Im September 2016 war Kudrjawzew Vertrauensperson der Partei Einiges Russland bei der Parlamentswahl in Russland 2016.

## Ehrungen, Preise
- Preis der Regierung der Russischen Föderation im Bereich Wissenschaft und Technik (2000)
- Preis der Regierung der Russischen Föderation im Bereich Bildung (2003, 2012)
- Preis des Präsidenten der Russischen Föderation (2003)
- Ehrenzeichen für Verdienste um die Oblast Moskau[11]
- Ehrenbürger der Stadt Dolgoprudny (2015)[12]